# Tolgay Arslan
Tolgay Ali Arslan (Paderborn, 16 de agosto de 1990) es un futbolista germano-turco que juega de centrocampista en el Sanfrecce Hiroshima de la J1 League de Japón.

## Trayectoria

### Inicios - Hamburgo

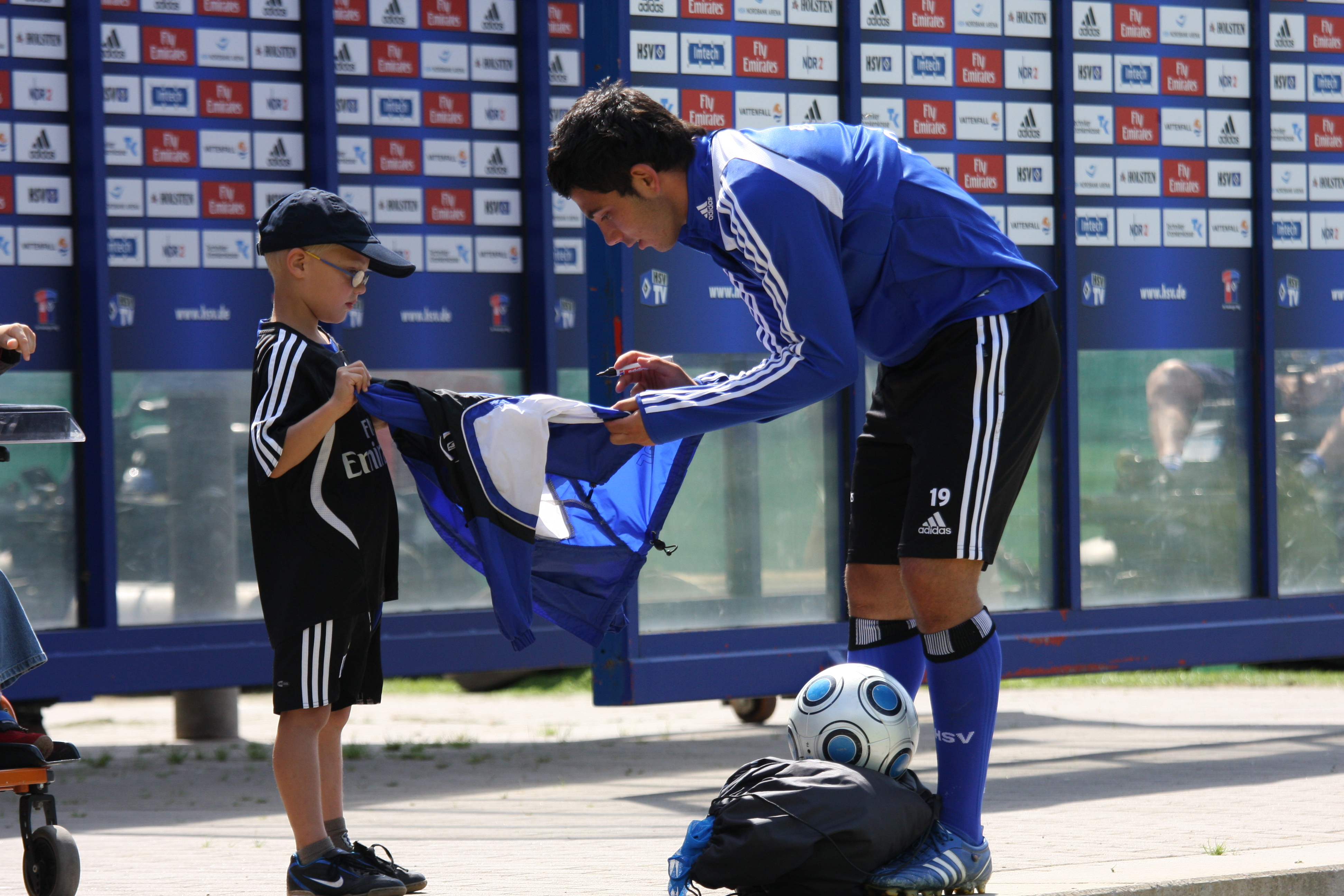
Firmando un autógrafo a un fan.

Llegó como libre al Hamburgo S. V. en 2009. Hizo su debut el 23 de septiembre de 2009, entrando en el minuto 70 sustituyendo a Marcus Berg en la segunda ronda de la Copa de Alemania contra el VfL Osnabrück. El partido acabó con un empate a 3 pero acabó perdiendo por 5-7 en la tanda de penaltis. Hizo su debut en liga el 17 de octubre de 2009 en un empate a 0 contra el Bayer Leverkusen.

### Alemannia Aachen
En la temporada 2010-11 se marchó cedido al Alemannia Aachen. Marcó su primer gol para el club en la victoria por 3-1 ante el FSV Frankfurt.

### Regreso al Hamburgo
Después de pasar cedido por el Alemannia Aquisgrán, volvió al Hamburgo. En la pretemporada con el club, en el partido ante el F. C. Barcelona, marcó un gol para hacer el empate a 1.

## Selección nacional
Ha sido parte de la selección alemana sub-17, y de las categorías sub-19 y sub-21 de la selección turca.
Todavía no ha sido internacional absoluto. Al tener doble nacionalidad podrá optar en el futuro a jugar con Alemania o Turquía.

## Clubes
| Club                         | País      | Año       | Partidos | Goles |
| ---------------------------- | --------- | --------- | -------- | ----- |
| Hamburgo S. V. II            | Alemania  | 2009-2010 | 12       | 2     |
| Hamburgo S. V.               | Alemania  | 2009-2015 | 92       | 2     |
| Alemannia Aquisgrán (cedido) | Alemania  | 2010-2011 | 35       | 6     |
| Beşiktaş J. K.               | Turquía   | 2015-2019 | 132      | 3     |
| Fenerbahçe S. K.             | Turquía   | 2019-2020 | 33       | 2     |
| Udinese Calcio               | Italia    | 2020-2023 | 101      | 5     |
| Melbourne City F. C.         | Australia | 2023-2024 | 34       | 18    |
| Sanfrecce Hiroshima          | Japón     | 2024-     | 22       | 11    |

Fuente: Transfermarkt

## Palmarés

### Títulos nacionales
| Título               | Club                | País    | Año  |
| -------------------- | ------------------- | ------- | ---- |
| Superliga de Turquía | Beşiktaş J. K.      | Turquía | 2016 |
| Superliga de Turquía | Beşiktaş J. K.      | Turquía | 2017 |
| Supercopa de Japón   | Sanfrecce Hiroshima | Japón   | 2025 |

## Vida personal
Arslan nació en Alemania pero tiene padres turcos nacidos en Corum. Su padre se mudó a Alemania cuando tenía once años de edad. Arslan comenzó a jugar al fútbol a la edad de cuatro años.